# Вій (мультфільм)
«Вій» — український анімаційний фільм 1996 року студії Укранімафільм, режисери - Алла Грачова і Леонід Зарубін.

## Сюжет
За однойменною повістю М. В. Гоголя.
Вій — дух, що несе смерть (в східнослов'янської міфології).
Містична фантазія, яка народилася в уяві Н. В. Гоголя…
Три студента київської бурси вирушили на канікули. По дорозі вони заплутали в темряві і попросили ночівлі на віддаленому хуторі. Глибокої ночі до одного з студентів, Хоми Брута, прийшла стара — господиня, скочила на нього верхи і понеслася над полями, лісами, озерами… Змучений Хома зачитав молитву, яка йому допомогла звільнитися від чар відьми і втекти.
Через кілька днів багатий пан сотник, виконуючи останню волю померлої красуні-дочки, наказав доставити до себе Хому Брута, щоб той три ночі читав над панночкою молитви, і пообіцяв Хомі після закінчення обряду відспівування щедру нагороду. Якщо ж Хома спробує ухилитися від відспівування — він, волею сотника, буде жорстоко покараний.

## Цитата
- — Треба було відразу, перехрестившись, плюнути на самий хвіст відьмі! .. Я це знаю. Адже у нас в Києві всі тітки, що сидять на базарі, всі — відьми!

## Над фільмом працювали
- Автор сценарію і кінорежисер-постановник: Алла Грачова;
- Художники-постановники: Микола Чурилов, Ігор Котков, за ескізами В. Мельниченка;
- Кінооператор: Анатолій Гаврилов;
- Режисер: Леонід Зарубін;
- Звукооператори: Ігор Погон, Юрій Нечеса;
- Аніматори: Костянтин Чикін (у титрах К. Чикин), Алла Грачова;
- Художники-живописці: Н. Мільковицька (у титрах Н. Мильковицька), Л. Снєжко, Марина Корольова (у титрах М. Королькова), Ірина Бородаєва, Ольга Фоменко, Валерій Козаренко, О. Макарова, С. Головін;
- Ролі озвучили: Богдан Бенюк, Наталя Сумська, Іван Кадубець (у титрах І. Кадубец), Василь Мазур, Євген Шах;
- У фільмі звучить музика композиторів: Володимир Рунчак, Леонід Грабовський, Володимир Шаповаленко, Всеволод Рибальченко, Михайло Скорульський, Борис Мошков, Олександр Скрябін;
- Монтажер: Лідія Мокроусова;
- Асистенти: Ада Лапчинська, Лариса Кучерова, Ірина Шевчук;
- Редактор: Світлана Куценко;
- Директор знімальної групи: В'ячеслав Кілінський.